# Viverridae
Viverridae é uma família de mamíferos carnívoros do Velho Mundo que inclui as civetas, ginetas e aliados. São animais pequenos e leves, geralmente arborícolas. O habitat mais comum é a floresta tropical, mas vivem também em savanas e nas áreas em torno do mar Mediterrâneo. Acredita-se que sejam um vetor do vírus causador da SARS (síndrome respiratória aguda grave).

## Classificação
Em 1821, Gray definiu a família incluindo os gêneros Viverra, Genetta, Herpestes e Suricata, os dois últimos mais tarde transferidos para outra família, Herpestidae. Reginald Innes Pocock posteriormente redefiniu a família incluindo vários outros gêneros, e subdividindo-a em subfamílias, baseado na estrutura do pé e nas glândulas odoríferas. Reconhecendo as subfamílias Hemigalinae, Paradoxurinae, Prionodontinae, e Viverrinae dentro da Viverridae. Em 2003, a subfamília Prionodontinae foi elevada a categoria de família.
- Subfamília Paradoxurinae
  - Arctictis binturong
  - Arctogalida trivirgata
  - Macrogalidia musschenbroekii
  - Paguma larvata
  - Paradoxurus hermaphroditus
  - Paradoxurus zeylonensis
  - Paradoxurus jerdoni
- Subfamília Hemigalinae
  - Chrotogale owstoni
  - Cynogale bennettii
  - Diplogale hosei
  - Hemigalus derbyanus
- Subfamília Viverrinae
  - Civettictis civetta
  - Genetta abyssinica
  - Genetta angolensis
  - Genetta bourloni
  - Genetta cristata
  - Genetta genetta
  - Genetta johnstoni
  - Genetta maculata
  - Genetta pardina
  - Genetta piscivora
  - Genetta poensis
  - Genetta servalina
  - Genetta thierryi
  - Genetta tigrina
  - Genetta victoriae
  - Poiana leightoni
  - Poiana richardsonii
  - Viverra civettina
  - Viverra megaspila
  - Viverra tangalunga
  - Viverra zibetha
  - Viverricula indica